# Thorsten Lundgren
Thorsten Lundgren, född 25 november 1886, död 29 oktober 1966, var en svensk ämbetsman och industriman.
Lundgren blev juris kandidat vid Lunds universitet 1909, attaché i Utrikesdepartementet 1910 samt konsul och byråchef vid politiska och handelspolitiska avdelningen där 1919. Från 1920 var Lundgren direktör för Svenska cellulosaföreningen och Svenska trämasseföreningen. Från 1928 var han gift med skådespelerskan Ester Sahlin.